# 嫡妻
嫡妻，或稱正妻、正宮、正房、正室、正配，俗稱大老婆、大婆、大太太，是一夫多妻家庭裡面禮制上與丈夫平等的妻子。東亞古代男子一般同時只能有1位正妻，称为嫡妻。妻所生的子女為嫡子女，與妾所生的庶子女相對。而同父的子女不論嫡庶，均以嫡妻為母，庶子女之生母只能稱為娘，嫡妻之父母兄弟姊妹方為丈夫之姻親，兩個家族互相牽連，亦為丈夫之子女的外祖父母、舅父、姨母，妾之父母兄弟姊妹則與夫家較無親屬關係。在某些地域或時代，嫡妻、庶妻（側室）地位差異大。首任嫡妻稱為元配，又稱為髮妻，元配逝世或離異後再娶的嫡妻，則稱為繼室或填房。嫡妻的身分常受法律保護，如古代巴比倫王國的《漢摩拉比法典》即規定，自由民娶妻必須和她締結婚約，否則不承認嫡妻的身分。現代法律如《中華民國民法》亦規定人民結婚應以書面方式為之，並向戶政機關登記，否則婚姻無效。

## 簡介
正妻与丈夫待遇平等的，在服制、车制等礼仪制度方面享受同等待遇。

### 漢字文化圈
男子娶妻，一般需要娶背景相当的女子，娶亲之时通过婚书写明双方家庭门第、嫡庶、年龄等资料。於古中國某些朝代例如唐代，如果弄虚作假使男子娶到不相称的女子，无论女方地位高于还是低于男方，这段婚姻通常都会被强制解除，且追究作假一方的法律责任。中國古代皇帝的嫡妻稱皇后，在待遇上，她的袆衣和皇帝的十二章衣，其裨、纽、约、佩、绶等配件便是完全相同的。而皇帝的妾侍統稱嬪妃，依品級區分，以清朝為例，最高級者稱皇貴妃，最低級者稱答應。無論是皇后或是後宮嬪妃，皆須通過采選，由皇帝御旨冊封，講究門當戶對，一般民女難以嫁入皇家。在古日本，德川幕府征夷大將軍之嫡妻稱為御台所，必須是公家出身。
娶妻的仪式非常隆重，周代周天子娶妻前后历时一年多，诸侯则超过半年。后世娶妻仪式虽然简化，但仍包括聘书、礼书、迎书等三样文件（三書），经过纳采、问名、纳吉（又称过文定）、纳徵、请期（又称乞日）和亲迎（或迎亲）六个步骤（六禮）。有时男子还须亲自射雁以供奠雁仪式之用，有些朝代男子需准备诗歌做催妆诗之用。
丈夫通常只有在妻子犯七出時才能給她下休書，但有些朝代頒布規定，即使犯七出，但符合以下三个条件的任何一条的，就不准丈夫休妻（三不去）：第一，经历或主持了公公或者婆婆的丧礼；第二，娶时男方地位不高，后来富贵的，也即是所谓的不去“糟糠之妻”；第三，妻子的家族散亡，假如妻子被休則無家可歸。

### 歐洲
中古世紀的歐洲因為信奉基督宗教而採行一夫一妻制，但各國王室君主有時除了迎娶一位正宮的王后之外，還會包養情婦，稱姬侍，她們和中國古代的嬪妃不同，沒有君主家眷的身分，大多只是在宮裡服侍的婢女，並和君主維持一定程度的性關係，所生的孩子也無權繼承王位。雖然如此，但姬侍可能因為君主的恩寵而獲得豐厚的賞賜和財富。至近現代，就算是王族也不允許納妾，王室成員只能有一位合法配偶，如英國的威廉親王唯一的正妻就是凱薩琳王妃，不能再與其他女性結婚或收為妾侍。且在現代王室之中，甚至連離婚和再婚的條件都極為嚴苛，例如現任英國國王查爾斯三世與元配黛安娜王妃離婚後，王室成員大多反對他再娶。後來他雖然再婚，但也是等到當時在位的女王伊麗莎白二世同意後，查爾斯三世的第二任妻子卡蜜拉才得以在丈夫登基後使用王后陛下頭銜（英語：Her Majesty The Queen Consort），而不是更低一級的伴妃殿下（英語：Her Royal Highness The Princess Consort）。

## 特殊情況
古人常為迎娶顯貴之妻，把元配的嫡妻降格為妾室，例如陈宣帝於江陵任官時，獲梁元帝賞識，將外甥女柳氏許配給他。陳宣帝娶皇室貴女，因此貶謫元配錢氏為妾侍，以柳氏為嫡妻。待陳宣帝即位後，封柳氏為皇后，錢氏為貴妃。唐代以後，朝廷不許民眾把正妻降为妾；若同時有多於一名嫡妻，元配以外之嫡妻均稱為平妻。宋代之前，古中國只有贾充等数人因特殊情况得到皇帝许可而有地位相等的左右夫人。在宋元之前的古中國多数朝代，无特殊许可而有两位正妻的行为，会被处以一年以上徒刑和相应的杖刑处分，并被强制离婚；後世漸趨寬鬆，明清時期有不少男性都有平妻，通常以兼祧的名義為之，但平妻的妻子身份在绝大多数情况下不受法律保护。民初，政府曾允許人民納妾，至今已廢止相關規定。